# 粘着式鉄道
粘着式鉄道（ねんちゃくしきてつどう、英: adhesion railway. adhesion traction）は、駆動力が車輪にかかって車輪とレールの間の静摩擦に頼って走行する鉄道を指す言葉である。
ここでの「粘着 (adhesion) 」とは摩擦のことを指し、接着の意味とは異なる。

## 概要
多くの粘着式鉄道では、鉄のレールと鉄の車輪の組み合わせが用いられ、車輪とレールの間の転がり抵抗および摩擦係数は極めて小さい。転がり抵抗が少ないことからエネルギー消費が他の交通機関と比べて極めて小さいという長所を備えている。一方で摩擦係数が小さく車輪が滑りやすいため、急な加速や減速が難しく、急勾配に弱いという短所もある。このことから、線路の敷設ルートに制限を受けることになる。
力行時に粘着が失われると空転となり、制動時に粘着が失われると滑走となる。空転・滑走を止めて再度正しく駆動力・制動力がかかるように粘着状態に戻す制御を空転滑走再粘着御と呼ぶ。
コンクリートの路盤をゴムタイヤで走行する新交通システムなども粘着式鉄道のうちであるが、摩擦係数が大きくなるため鉄軌鉄輪方式に比べて大きな勾配を許容できる。一方で転がり抵抗は鉄軌鉄輪方式に比べると大きく、エネルギー消費は増加する。
ラック式鉄道やケーブルカー（鋼索式鉄道）、索道（ロープウェイ）、磁気浮上式鉄道、リニアモーターカーなどは、駆動力と制動力が摩擦以外の方式で伝達されるため、粘着式鉄道ではない。リニアモーターでは消費電力が従来の回転型電気モータに比べて大幅に多く、ラック式では歯車同士の抵抗によるエネルギー損失がきわめて大きいなど、こうした鉄道はエネルギー消費量が増加する欠点はあるものの、勾配を大きく取れるので、前者は一部の地下鉄、後者は多くの登山鉄道で見られる。ラック式は粘着式鉄道と併用される場合があり、スイスのベルナーオーバーラント鉄道や現在の日本の大井川鐵道井川線、また、かつての国鉄信越本線も急勾配区間のみがラック式である。
雨や露、油、落ち葉、摩耗くずなどがレールに付着した際や湿気の影響などにより、粘着力が低下する。粘着式鉄道では多くの機関車が砂撒き装置あるいはセラミック噴射装置を備えており、滑りやすい状態では砂や増粘剤を撒いて粘着状態を改善する。落ち葉によって粘着力が低下した状態に対処する方法としては、レール洗浄列車を走らせる、ウォータージェットを設置して吹き飛ばす、長期間にわたって線路際の植生を管理をするといった方法がある。

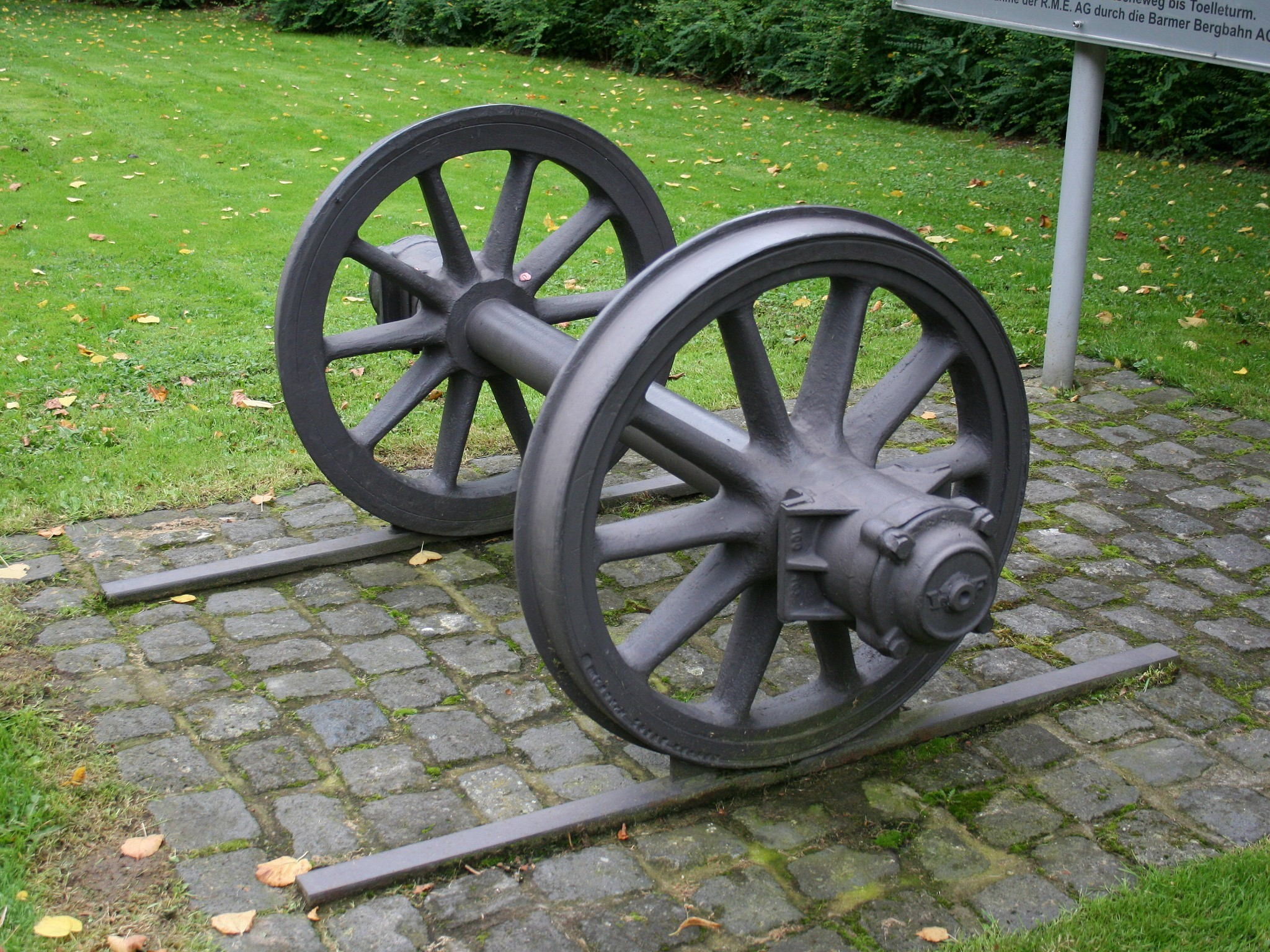
粘着式鉄道における車輪とレールの組み合わせ。 レールと車輪の間の摩擦のみで駆動・制動する。
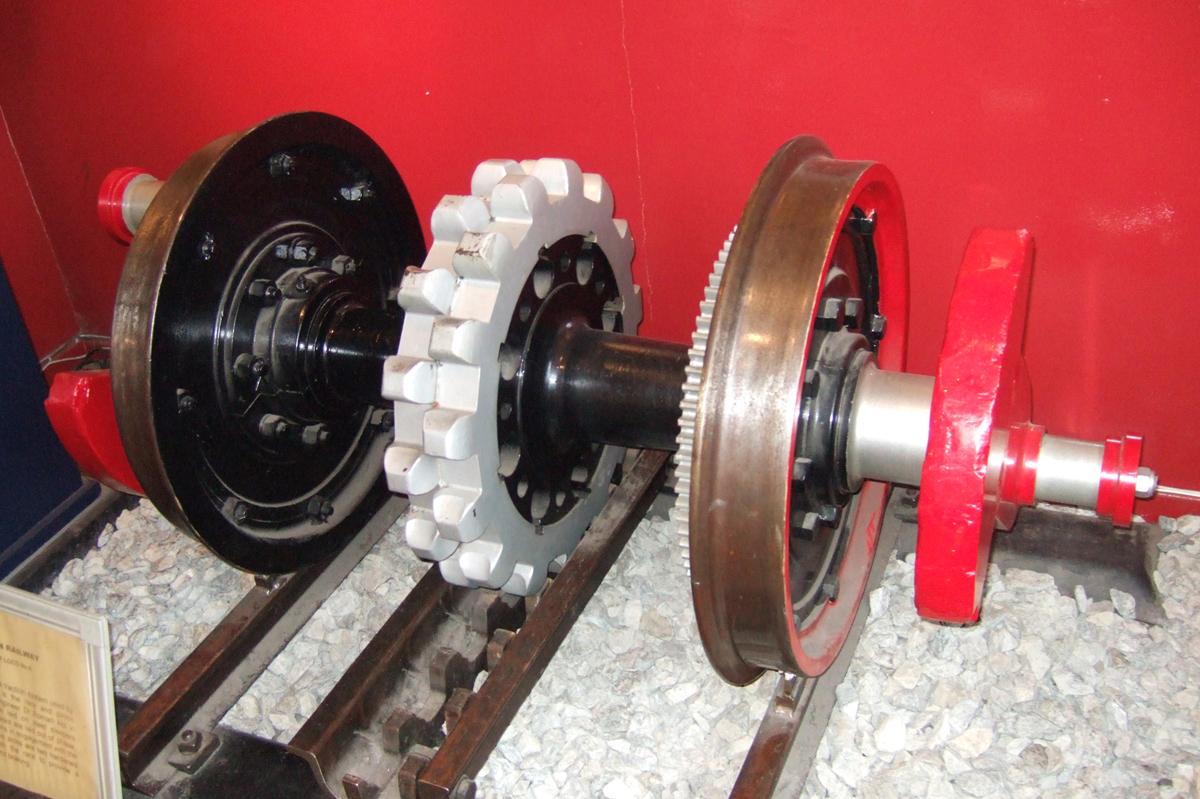
ラック式鉄道の車輪とレールの組み合わせ。 レールと車輪の間の摩擦の他に歯車を歯軌条に組み合わせており、摩擦だけで駆動・制動していない。
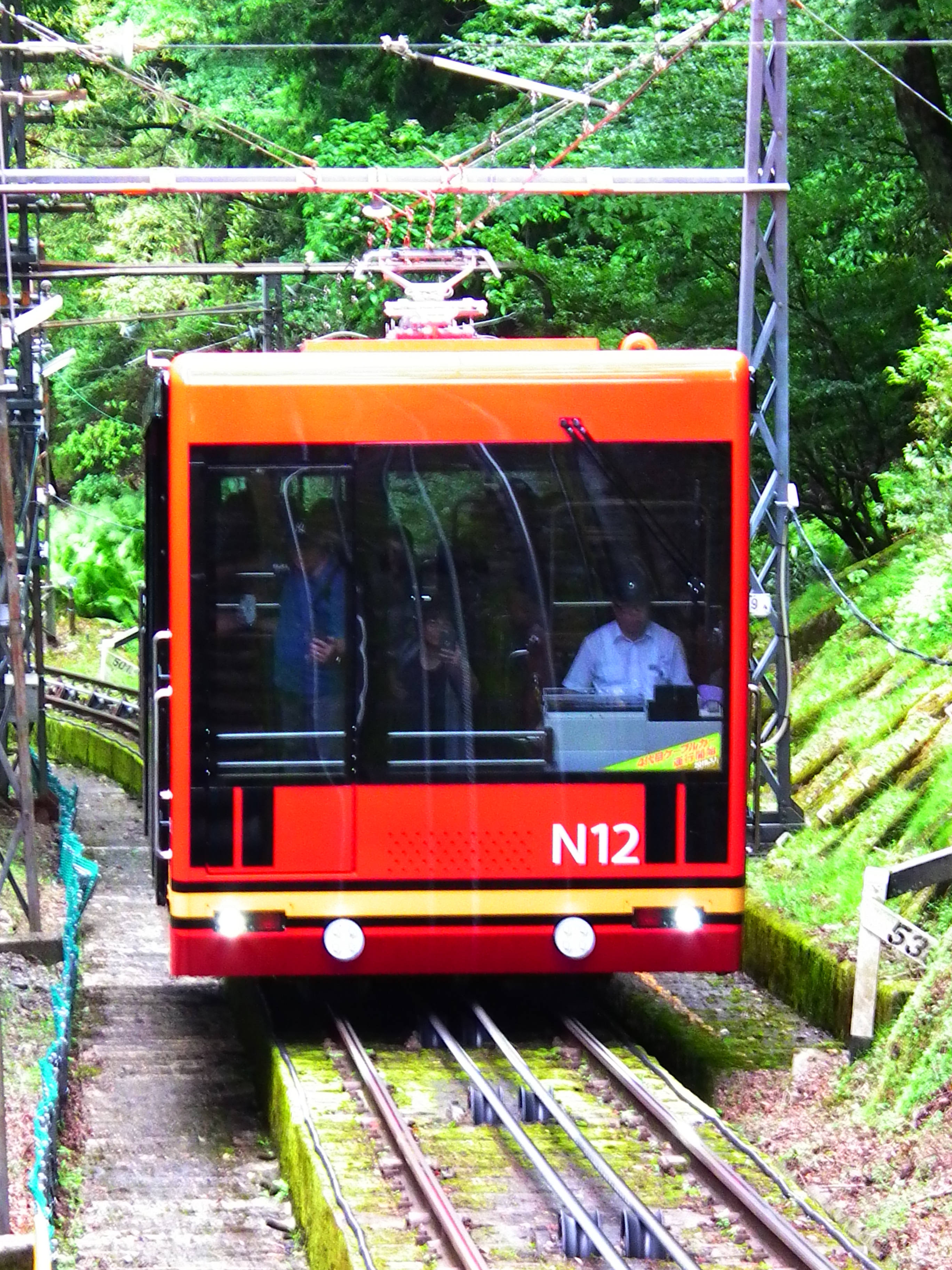
ケーブルカーの例。 レールの間のケーブルで車両を昇降させており、車輪は車両の鉛直荷重を支えているのみで、摩擦は駆動・制動に関与していない

## 粘着現象
一般的な鉄輪鉄軌条式の鉄道においては、車輪とレールはどちらもわずかに歪んで接触している。例えば新幹線に用いられている新品の車輪を新品の60 kgレールに載せると、1輪あたりの重量8 t（トン）の条件で、14 mm×12 mm程度の進行方向前後方向に長い楕円形状の領域で接触する。この楕円形状の領域に発生する力によって列車が支えられ、走行している。
駆動または制動に際しては、車輪とレールの間で前後水平方向に力が働く。レールに対して車輪が滑らずに力を伝達できている時は、摩擦の現象でいう静摩擦力にあたり、滑っている時には動摩擦力にあたる。鉄道では車輪を滑らせずに走行することが基本であるため、静摩擦力の範囲で用いるように考慮されている。車輪とレールの間に働く摩擦力のことを鉄道では粘着力、あるいは接線力、クリープ力などと呼ぶ。静摩擦力の最大値である最大静摩擦力は、垂直抗力に静摩擦係数を掛けた値として求めることができ、これを超えた力が働くと物体は滑り始める。鉄道の場合垂直抗力は車輪に掛かっている車体の重量であり、輪重と呼ぶ。粘着力を輪重で割った値を接線力係数と呼び、このうち最大のものを粘着係数と称する。粘着係数が静摩擦係数に相当することになる。この時の粘着力を特に粘着限界と呼んでいる。
車輪とレールは、一見お互いに全く滑っていないように思われても、正確に測定するとわずかに滑っていることが分かる。車輪の回転数を測定してこれに車輪の円周長を掛けると、その間の移動距離に正確に一致するはずであるが、実際には一致しない。この微小な滑りのことをクリープ (creep) と呼ぶ。この言葉は一定の負荷が掛かった時の材料の挙動であるクリープとは異なり、また鉄道においてもレールが地面に対してずれる現象をクリープと呼んでいるがこれとも異なる現象である。このクリープ現象に対してすべり率あるいはクリープ率が定義される。すべり率は、円周速度と車両速度の差を車両速度で割った値として定義される。円周速度は車輪の回転速度という意味である。円周速度と車両速度が完全に等しい時が滑りが全く無い時であり、この時すべり率は0になる。

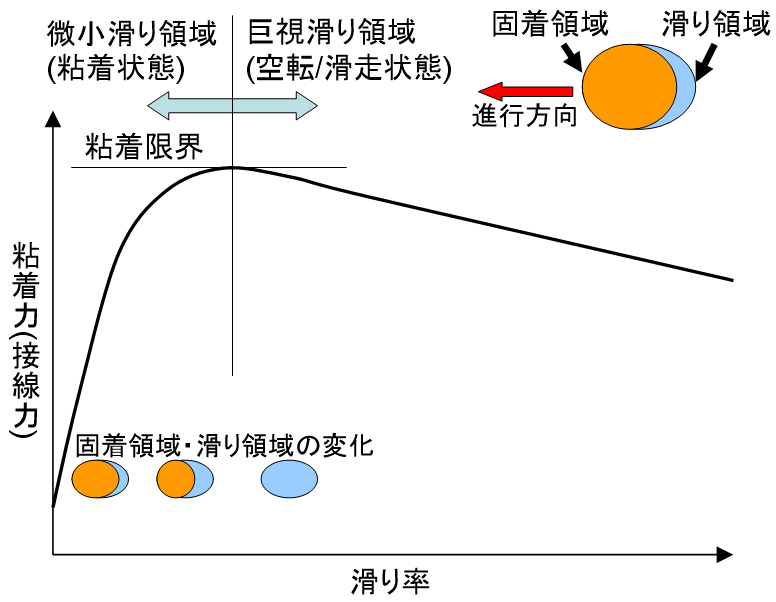
粘着力とすべり率の関係

車輪とレールが接触する楕円形状の領域のうち、弾性変形した状態の領域である固着領域（粘着領域）が進行方向の前側にあり、進行方向後ろ側には車輪とレールが接触していながら相対的に滑った状態にある滑り領域がある。すべり率が増加していくと、固着領域が相対的に減少していき、また接線力係数が増加して得られる粘着力が増加していく。最大の粘着力が得られるのは、完全に滑っていない時ではなく、わずかながら滑っている時であることになる。しかしすべり率がある限界を超えると接線力係数は減少に転じる。この時固着領域は完全に失われて全体がすべり領域となっている。粘着力が最大になる点が粘着限界であり、これよりすべり率が小さい領域を微小すべり領域、大きい領域を巨視すべり領域という。
微小すべり領域にあるうちは、粘着力はほぼ静摩擦力として取り扱うことができる。巨視すべり領域に入ると粘着力は動摩擦力とみなされることになる。一度巨視すべり領域に入ってしまうと、すべり率が上がるにつれて粘着が低下してさらに滑るようになる悪循環になってしまうため、空転や滑走を引き起こすことになる。この場合一旦駆動力や制動力を緩めるなどの手段をとらない限り微小すべり領域に戻すことはできない。巨視すべり領域に入ったものを微小すべり領域に戻すための制御が空転滑走再粘着制御である。

## クリープ理論の発展
粘着力を予測するために粘着現象の理論の発展が行われてきた。鉄道分野におけるクリープ理論は、イギリス人の機関車技術者であったフレデリック・ウィリアム・カーターによるものが始まりとされる。以下、クリープ理論の発達の歴史を主な研究と共に記す。
1874年に、オズボーン・レイノルズにより、ベルトやストラップによる動力伝達の研究の中でクリープの考え方が初めて説明された。レイノルズはクリープは鉄道車輪にも同じく適用できると述べている。その後1916年、カーターにより、鉄道車輪におけるクリープの基本コンセプトが導入され、粘着力がクリープに比例するという仮定が発表された。さらに1926年、カーターにより、ラヴのヘルツ接触に基づく接触弾性理論を用いて、機関車の粘着力について解析を行った論文が発表された。この研究の中で、摩擦を伴う転がり接触による2次元理論（前後、鉛直方向）による鉄道のクリープ問題への考察が行われ、クリープ力を接触面の凝着領域とすべり領域で分けて計算する考え方が初めて考案された。
カーターの研究の後、この理論を基により現実的な複雑な問題へ理論を拡張する試みが続けられた。1958年、ケネス・L・ジョンソンにより、カーターの2次元理論が3次元理論（前後、左右、鉛直方向）へ拡張された。この理論では問題を球と平面の接触と近似し、スピンによるクリープは考慮していない。しかし、同じ1958年、ジョンソンにより、スピンの影響が初めて研究された。これによるとスピンによる左右方向の接線力が無視できない場合があることが示唆された。その後1963年、HainesとOllertonにより、接触面を楕円と考え、前後方向に細長い一片(Strip)ずつに分割してカーターのクリープ則を適用する方法が考案された。このような近似計算方法をStrip Theoryと呼ぶ。また1964年、Vermeulenとジョンソンにより、1958年の彼らの研究と同様な仮定に基づき、接触楕円の半軸値に基づき粘着力を計算できるような3次元理論が発展された。
種々の理論の拡張の後、オランダ人の機械工学者であったヨースト・ジャック・カルカーにより集大成化される。1967年、カルカーにより、Hainesの理論を基にして、ポアソン比も考慮にいれた3次元理論が発表された。また、この研究の中で、すべり領域の影響が無視できるほどクリープが小さい範囲で線形近似した理論についても考案されており、非線形理論と区別してカルカーの線形理論などと呼ばれる。クリープが大きくなく線形性が成り立つ範囲においては、このカルカーの線形理論が車両運動解析でも使用されている。1967年以後も、粘着力がクリープに単純比例しない領域までを考慮する非線形理論の発展がなされてきた。非線形理論数を使用した場合の計算時間を短縮するために、ヘルツ接触を仮定した近似・単純化が理論に加えられ、特にカルカーにより考案されたものはカルカーの単純化理論またはカルカーの単純化非線形理論などと呼ばれる。この非線形理論とその計算アルゴリズムとしてはFASTSIM、その改訂版のROLLENなどがよく知られている。また、非ヘルツ接触まで扱う厳密理論とその計算アルゴリズムとしては、KalkerのCONTACTなどがよく知られている。

## 粘着係数の変動

### 変動要因
粘着係数（粘着限界÷輪重）は一定ではなく、様々な条件によって変化する。以下にその要因を示す。
車輪がレールと接触する面を「踏面」（とうめん）という。踏面は見た目には綺麗に整っているように思われても、実際には細かく見ると微小な突起物がたくさんあるでこぼこした表面になっている。レールの側も同様であり、この突起物同士が接触している地点で接線力を伝達している。鉄道では多くの車両で踏面ブレーキという、制輪子を踏面に押し当てて制動力を得るブレーキが用いられている。この制輪子のうち、鋳鉄制輪子や特殊鋳鉄制輪子の場合は、踏面の荒さを適度に保つため粘着係数を維持する効果がある。一方合成制輪子（レジン制輪子）は踏面を綺麗に磨き上げて表面粗さが失われてしまい、粘着係数が減少する傾向がある。
また雨が降るなどしてレール表面が濡れると粘着が低下する。これは車輪とレールの隙間に水が入り込んで、水が輪重の一部を負担するようになり、車輪とレールの突起物同士の間に働く輪重が減少してしまうからである。また、突起物が水に埋もれてしまい、突起物のうちレールと接触するものの数も減少する。さらに表面に付着した液体の粘度が高いほど粘着係数が小さくなる傾向があり、水は水温が低いほど粘度が高いため、低温では粘着係数が大きく低下する。レール表面に付着している汚れ成分によっても粘着係数が変化し、特に雨が降り始めた初期には汚れ成分が水に溶け出して界面化学作用が起きて粘着係数が低下することがある。長い編成の列車では、先頭車両がレール面上の水を弾くため後方の車両では水が粘着係数に与える影響が少なくなる。おおむね3両目以降では空転や滑走が起きづらくなり、新幹線の500系や700系ではこの効果を積極的に利用している。
列車の速度も粘着係数に影響を与える。レールが十分乾燥した状態では速度との関係はあまりないが、レールが湿潤状態になると速度が上がるにつれて粘着係数が低下する。接触面に入り込んだ水が膜状になり、この水膜が速度の0.6乗におおむね比例して厚くなることから、高速ではより大きく輪重を負担するようになるためである。
水の他に、湿度、レール上の落ち葉、ほこり、油類、踏切において自動車が持ち込む泥などが粘着に影響を与える。
粘着係数が高くなる場合としては、熱処理レールを使用した場所で酸化鉄(III)がレール表面に形成されていると0.7に達することもある。これは、1 tの輪重に対して700 kgの粘着力が得られるということである。ただしこれは例外的な高い値であり、かえってレールの波状磨耗やきしり音などの問題を引き起こすことがある。通常のレールと車輪の状態では乾燥した箇所で0.25 - 0.30、濡れた状態では0.18 - 0.22、油が付着した状態では0.15 - 0.18、みぞれや雪が付着した状態では0.10 - 0.15である。また、ゴムタイヤコンクリート軌道式の新交通システムでは、状態がよければ1.0を超え、通常でも0.50 - 0.60程度あり鉄輪鉄軌条式に比べて粘着が優れているが、降雨・降雪時に大きく粘着が低下する傾向があり、粘着係数の天候に対する安定性の観点では鉄輪鉄軌条式の方が優れている。

### 計画粘着係数
JRグループでは、実験結果を基にして以下のような式で運転性能を算出する際の粘着係数を定めている。このような粘着係数推定値を計画粘着係数とも呼ぶ。ここでvの単位はkm/hである。
| 車両種類               | 駆動時                                                        | 制動時                                          |
| ---------------------- | ------------------------------------------------------------- | ----------------------------------------------- |
| 直流・交直流電気機関車 | {\displaystyle \mu =0.265\times {\frac {1+0.403v}{1+0.522v}}} | {\displaystyle \mu ={\frac {0.200}{1+0.0059v}}} |
| 交流電気機関車         | {\displaystyle \mu =0.326\times {\frac {1+0.279v}{1+0.367v}}} | {\displaystyle \mu ={\frac {0.200}{1+0.0059v}}} |
| 在来線電車             | {\displaystyle \mu =0.245\times {\frac {1+0.050v}{1+0.100v}}} | {\displaystyle \mu ={\frac {0.200}{1+0.0059v}}} |
| 新幹線電車             | {\displaystyle \mu ={\frac {13.6}{v+85}}}                     | {\displaystyle \mu ={\frac {13.6}{v+85}}}       |

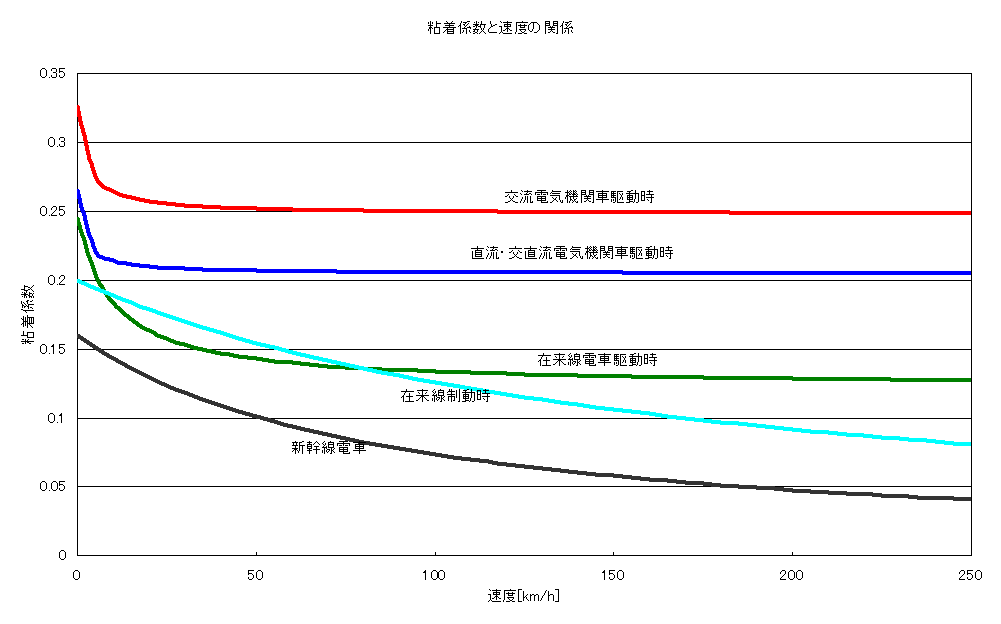
粘着係数と速度の関係

計算式の根拠となった実測データには粘着係数が悪化する条件であるレール湿潤状態や先頭車での条件のものも含め、実測データの下限を結ぶように計算式が立てられている。この計算式をグラフ化したものを示す。制動時の粘着係数が多くの範囲で駆動時より低く見積もられているのは、安全上の制約などで厳しく考えられているからである。また車両の種類によって異なるのは、駆動の制御の仕方によって実際の粘着係数をどの程度有効に活用できるかが考慮されているからである。

## 粘着の改善
粘着係数を改善するために、以下のような措置が取られている。

### 制輪子の改善
前述のように、合成制輪子を用いると踏面を磨き上げて粘着を低下させてしまうことがある。鋳鉄制輪子は粘着を改善する効果があることが古くから知られてきた。この効果を積極的に利用するために、合成制輪子に鋳鉄を埋め込んだ増粘着制輪子が開発されている。高リン高マンガン鋳鉄制輪子や高リン高モリブデン鋳鉄制輪子なども開発されている。高リン高モリブデン鋳鉄制輪子を利用すると、合成制輪子を使った場合に比べて粘着係数が3倍に改善することもある。

### 砂撒き装置の使用
古くから粘着を改善するために用いられてきた方法で、車両に砂が搭載されており、パイプなどを通じて車輪付近に散布することで粘着を改善する。砂は径が2 mm（ミリメートル）程度のものを使っている。散布された砂が車輪に踏み潰されて細かい粒子になり、車輪やレールに食い込み、湿ったレール上の水膜を破ってレールと車輪の接触面積を増大させて、粘着を改善するとされている。また錆や汚れなどを取り除く効果もある。ただし散布量が多すぎるとかえって粘着を低下させる問題があり、また高速走行時には風で飛ばされるため正確に散布することが難しい。また砂を撒くとレールや車輪の摩耗速度が増大することが分かっている。さらに粘着問題が起きやすい場所でレールの周囲にできる砂の堆積を管理する必要もある。

### 増粘着研磨子の利用
増粘着研磨子は硬質金属粉を合成樹脂で加圧整形して固めたもので、車輪踏面にある一定の圧力で押し付けてこすることによって、踏面に微細な荒さを形成し、汚れを除去して凹凸を整えることで粘着を改善する。また磨耗した際に脱落した粒子が湿ったレールの水膜を破ってレールと車輪の接触面積を増大させる効果もある。

### 増粘着材の散布
砂撒きと同様の効果を持つものとして、増粘着材が用いられている。高速鉄道を中心に用いられているのは、直径が0.3 mm程度の酸化アルミニウム（アルミナ）の粉末である。300 km/h以上の高速では降雨時に従来より2倍に粘着を増大する効果がある。

### 摩擦緩和材
上述した対策は全て粘着を増大させることを目的としていたが、特に曲線区間において過大な粘着があるとレールに波状磨耗を引き起こしたり、大きなきしり音を発生させたりして問題となることがある。従来この問題への対処としてレールの内側やフランジに油を塗布してきたが、油が多すぎると粘着が低下して空転や滑走を引き起こすという問題もあった。こうしたことから、グラファイトを利用した摩擦緩和材が開発されている。グラファイトを利用すると安定した粘着係数が得られるとされる。

### 落ち葉対策
レール上に積もった落ち葉は硬く固められてレール上で層状になることがあり、粘着低下をもたらすだけではなく撤去に大変苦労することがある。スウェーデンの線路管理局では、レール上の落ち葉対策に毎年1億スウェーデン・クローナを費やしていると推定されている。落ち葉の除去のために様々な方法が考えられており、高圧ウォータージェットや酸化アルミニウムと砂の混合物で固められている落ち葉を削り取るといった対策があり、またイギリスでは高出力レーザーで焼き払うといったことも開発されている。またそもそも落ち葉がレール上に溜まらないように、線路周辺の植生管理を行ったり、フェンスやガイドを設けてレール上に葉が落ちないようにしたりすることもある。

## 粘着の有効活用
粘着の改善対策では粘着係数そのものを変えようとするが、これに対して今ある粘着を駆動力や制動力の制御で有効活用する対策も行われている。また空転や滑走が起きた時にそれを検出して止める制御も重要である。

### 多段制御・連続制御

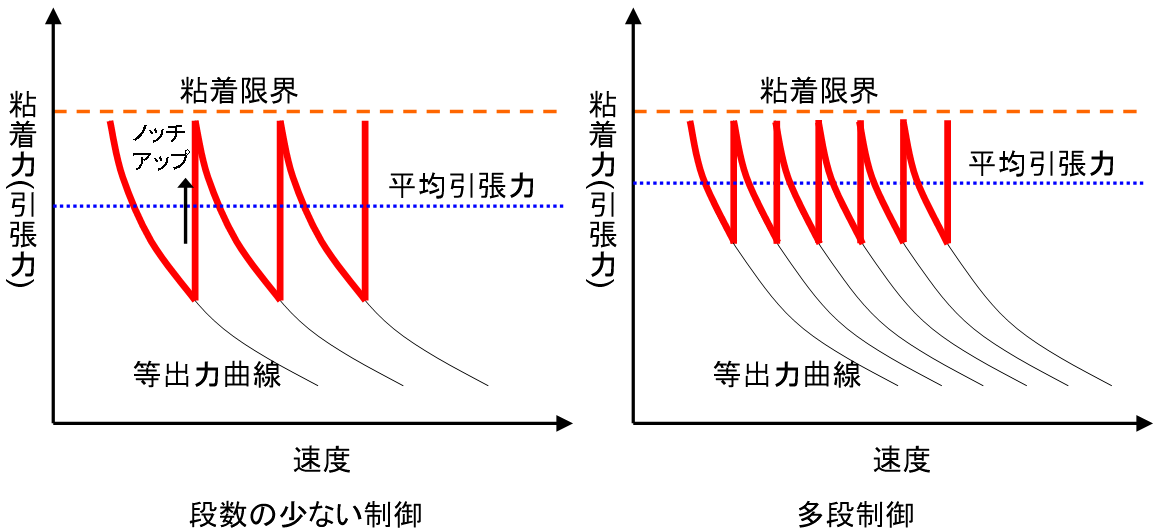
多段制御による平均引張力の向上

電車や電気機関車で従来から用いられてきた抵抗制御では、マスター・コントローラー（主幹制御器）で主電動機の出力を次第に上げて運転している。この際に制御器にノッチと呼ばれる刻みがあって、その段階ごとに出力が設定されている。同じ出力では速度が上がるにつれて電動機が車輪を駆動して発揮する引張力（列車を引っ張り前進させる力）が下がっていくので、ある点でノッチを1段階上げて大きな出力にすることで再度引張力を増加させる。しかし引張力の最大値が粘着限界を超えると空転してしまうので、最大値がこれを超えないようにしなければならない。したがって図示したように引張力がのこぎり状に変化するように次第にノッチを上げていくことになる。ノッチの段階を増やして細かく制御できるようにすると、全体として平均引張力は上昇することになるので、粘着力を有効利用できる。
後により技術が進歩して、サイリスタ位相制御やチョッパ制御、可変電圧可変周波数制御（VVVFインバータ制御）が利用されるようになった。これらの制御では多段制御からさらに進んで連続的な制御を行うことができ、粘着限界を一杯に活用することができる。こうしたことから、これらの制御を利用した車両では実質的に粘着係数が向上している。

### 輪重移動補償
機関車のように他の車両を牽引する車両の場合、連結器に後部の車両を牽引する力が働く。この作用点の高さが、台車が車体を牽引する力を伝達する点の高さと異なると、車体そのものと台車の両方に、後方へ回転させるようなモーメントが働くことになる。これにより、台車内のそれぞれの車軸および台車間で輪重が変わってくることになる。これを輪重移動と呼ぶ。輪重が大きくなった車軸では粘着限界が大きくなるが、逆に輪重が小さくなった車軸では粘着限界が下がってしまうことになる。
輪重移動防止対策としては、台車から車体への引張力伝達箇所を下げる対策や、台車枠両側に引張棒を設置して仮想的に引張力伝達箇所をレール面上まで下げてしまう対策がある。また1台車1電動機方式の場合は逆に連結器の高さに引張力伝達箇所の高さを上げる対策もある。輪重移動によって空転が発生した場合には、以下に述べる空転滑走再粘着制御などで対処する。

### 空転滑走再粘着制御
空転や滑走が起きた時には、それを止める必要がある。回路の定数の選択などによって自然に空転・滑走が止まるように設計する方法、砂を撒いて粘着の向上を図る方法、動的に制御を行って空転・滑走を止める方法がある。
動的に制御を行う方式では、まず空転・滑走が起きていることを検知し、トルクを低減し、再粘着したことを確認してトルクを回復させるという処理を行う。空転滑走検知は基本的に車輪の回転速度を速度発電機やパルスセンサーなどにより計測して、これが急変することを検知している。また主電動機の端子電圧などを計測して求める方法もある。トルク制御に関しては制御方式の違いに応じて様々な方法が取られているが、近年のVVVFインバータ制御車ではほとんどがベクトル制御によっている。

## 粘着と列車抵抗に基づく牽引定数の計算
ここでは、機関車が最大でどの程度の客車を牽引することができるのかを計算してみる。粘着係数が0.2の状態で、100 tの機関車が牽引したとすると、引張力を20 t発揮することができる。鉄道車両の列車抵抗は、車種にもよるが動き始める時点で重量1 tあたり2 kg程度とされる。このことから機関車自体の抵抗は0.2 t程度で、引張力の20 tから差し引いて19.8 tの力で客車を引くことができる。客車1両あたり50 tとすると、この列車抵抗は1両あたり0.1 t程度である。したがって、最大で198両の客車を牽引することができることになる。
これは、列車が動き出すために必要な最低条件を計算したものである。列車抵抗は速度が上がるにつれて大きくなるため、実際にこれだけの車両を牽引しようとしても全く速度を出すことができない。また現実的には鉄道駅のプラットホームの長さなどで制約される。
上記では平地にいるときの最大牽引両数を算出したが、次は12 ‰（パーミル）の勾配の斜面にいる列車を想定する。12 ‰は、1000 m（メートル）水平に進む間に12 m登る勾配であるので、この勾配の角度をθと置くと、三角関数より、tan θ = 0.012である。逆算するとθ ≈ 0.687°なので、θ微小としてtan θ ≈ θ、sin θ ≈ θ、cos θ ≈ 1と置いて計算すると、sin θ ≈ 0.012、cos θ ≈ 1となる。したがって、100 tの機関車に掛かる重力は、斜面平行方向と斜面垂直方向に成分を分解して考えると、平行方向が100 t × sin θ = 1.2 t、垂直方向が100 t × cos θ = 100 tとなる。このことから、斜面にいることによる輪重の減少はほとんど無視でき、引張力は平地時と変わらず20 tを発揮できると見なせる。一方で列車抵抗の変化は、機関車自体の本来持っている抵抗は0.2 tで、これに重力の斜面平行方向成分である1.2 tが加わるので、合計して機関車の列車抵抗は1.4 tとなる。同様に客車の列車抵抗も、重力斜面平行方向成分が加わって1両あたり0.7 tとなる。このことから、客車を牽引するために使える18.6 tを0.7 tで除すると26.6となり、この客車に対する最大牽引両数は26両となる。現実には軸重移動の問題が生じ空転しやすくなるために、さらに牽引可能数は厳しくなる。
このように、少しでも勾配があると牽引力は大きく落ちることになる。こうしたことから、牽引力を保つためにトンネル、切通し、築堤、橋などを用いて線路をできるだけ水平に保つことが重要となる。
実際の列車の運行計画を作るにあたっては、列車ごとに要求される最高速度からその速度での列車抵抗を勘案し、その路線にあるもっとも急な勾配でも問題なく走行できるような機関車の牽引力と客車の連結両数を算定することになる。これを実際に計算すると、上で計算した値よりもかなり小さな両数しか牽引できないことが分かる。